# 砂倉そーいち
砂倉 そーいち（さくら そーいち、1962年（昭和37年）5月18日 - ）は、日本の漫画家、CGイラストレーター。男性。

## 経歴
中央大学漫画研究会で赤松健の先輩にあたる。かつては、藤島康介とともに江川達也のアシスタントを務めていた。1985年（昭和60年）、『月刊コミコミ』（白泉社）に掲載された『失楽園の天使たち』でデビュー。その後は白泉社や富士見書房での活動を中心に、少年・青年・成人向け漫画を執筆する。また、CGイラストの企画グループ『スタジオ68K』の代表でもあり、CGイラストレーターとしての活動もしていた。
2000年代に入った頃からは、腱鞘炎で絵を描くことができず文筆やゲームの企画で活動しており、漫画作品は『コミコミ2000』に掲載された『FF2000』以来、存在しないと思われる。現在の活動状況は不明。

## 作品

### 連載漫画
- Vamp召しませ（「アクションカメラ」ワニマガジン社）
- マーシー MARCY（「コンプティーク」1988年5月号 - 1989年4月号、角川書店）
- DECODERII（「Jack pot」リイド社）
- チャットしましょ（「COMICクラフト」1号 - 5号、1990年8月 - 1991年1月、白夜書房。その後、「エリアルコミック」1991年9月 - 1992年8月、朝日ソノラマ）
- XXX…(キス)（「COMICバクダン」1号 - 4号[6]、1994年11月 - 1995年2月、ぶんか社）

### 読み切り漫画
- 失楽園の天使たち（「月刊コミコミ」白泉社、1985年9月号）
- SAND PIT（「月刊コミコミ」白泉社）
- LOVING EATER（「メルティ・レモン」2号、白泉社、1985年8月）
- トリック・オブ・ザ・テイル（「メルティ・レモン」3号、白泉社、1985年10月）
- スクール・デイズ（「メルティ・レモン」4号、白泉社、1985年12月）
- 対魔行綺談恋膝栗毛（「メルティ・レモン」5号、白泉社、1986年3月）
- シルキー・ナイト（「月刊コミコミ」白泉社、1986年1月号）
- トライアングルtoday（「月刊コミコミ」白泉社、1986年6月号）
- サマーバケーション'95（「月刊コミコミ」白泉社、1986年10月号）
- スカルプ・トーク（「コミックライジン」1号、ワニマガジン社、1993年5月）

### 単行本
- ファンタスティックファニーズ vol.1（白夜書房、1987年9月）
  - 「FANTASTIC FUNNIES」「エスケープ・フロム・ワン」「トリック・オブ・ザ・テイル」「シルキー・ナイト」「トライアングルtoday」収録。
- Vamp召しませ 1（富士見書房、1989年10月）
- Vamp召しませ 2（富士見書房、1991年2月）
- チャットしましょ（富士見書房、1992年12月）
- マーシー 1 （富士見書房、1994年3月）
- デコーダーII（ホビージャパン、1995年9月）
- マーシー 上巻（ホビージャパン、1996年1月）
- マーシー 下巻（ホビージャパン、1996年2月、「XXX…(キス)」収録）
- Vamp召しませ 1 <完全版>（角川書店、1997年7月）
- Vamp召しませ 2 <完全版>（角川書店、1997年7月）

### イラスト
- アーク島年代記（全6巻、作：ジョナサン・ワイリー、訳：信太晴明、松澱典子、角川書店、1990年 - 1991年）※ カバー・本文イラストを担当。[7]

### 同人誌
- NEXTSTAGE

他の執筆者に明日香景介らがいる。
- BLOOMAGAZINE EXT

グループ名は『スタジオZ-AGNAM』。他の執筆者に八神佳、浅井直樹、明日香景介、佐山義則らがいる。
- SILLY BIKE LIFE STAND BY ME Neutral

グループ名は『錬金術（アルケミア）』。他の執筆者に明日香景介、真鍋譲治らがいる。
- PIONEERN

グループ名は『KAORU』。他の執筆者に森下薫、小野敏洋らがいる。
- コミコミ2000

『コミコミ復活委員会』によって発行された『月刊コミコミ』の復刻版と言える同人誌で、砂倉は『FF2000』の執筆で参加している。

### その他
- 太閤奇譚

原作を担当。画：相沢早苗（「COMICクラフト」1990年8月 - 1991年6月、白夜書房）
- チャットしましょ - ウィルスにご用心

イメージアルバム、ドラマCD。出演：かないみか。日本クラウンより1991年10月発売。
- クルージング・ラバーズ

作詞を担当。歌：ならはしみき。CDアルバム『場外乱闘 漫画家超歌唱大全集』（1992年）に収録。
- スターフライト・ボヘミアン

ドラマCD。原案＆イラストが、砂倉そ～いち＆間遠未来。1995年9月発売。